# Papaver virchowii
Papaver virchowii är en vallmoväxtart som beskrevs av Aschers., Amp; Sint. och Pierre Edmond Boissier. Papaver virchowii ingår i släktet vallmor, och familjen vallmoväxter. Inga underarter finns listade i Catalogue of Life.